# Galium suffruticosum
Galium suffruticosum är en måreväxtart som beskrevs av William Jackson Hooker och George Arnott Walker Arnott. Galium suffruticosum ingår i släktet måror, och familjen måreväxter. Inga underarter finns listade i Catalogue of Life.